# Robert Leiber
Robert Leiber (Deggenhausertal, 10 de abril de 1887-Roma, 18 de febrero de 1967) fue un sacerdote jesuita alemán que fue asesor del papa Pío XII hasta la muerte de este en 1958. Fue profesor de Historia eclesiástica en la Pontificia Universidad Gregoriana desde 1930 a 1960. Según Zuccotti, Leiber fue «a lo largo de todo el papado [de Pío XII], su secretario privado y asesor más cercano».

## Biografía
Antes de 1924, Leiber trabajó con Ludwig von Pastor en la publicación de su Historia papal en veinte volúmenes. De 1924 a 1929, fue asesor de Eugenio Pacelli, mientras este era nuncio en Múnich y Berlín. En el tiempo que enseñó en la Pontificia Universidad Gregoriana, Leiber continuó asesorando a Pacelli, quien entonces era Cardenal Secretario de Estado. Después de que Pacelli fuera elegido papa bajo el nombre de Pío XII en 1939, Leiber lo ayudó y asesoró hasta su muerte el 9 de octubre de 1958. Leiber asistió al Papa investigando los temas para sus discursos y mensajes radiofónicos.
Leiber fue parte de la «banda improvisada de jesuitas dispuestos», a quienes Pío XII empleaba para «revisar por partida doble cada referencia» en sus obras escritas. Leiber, profesor de planta en la Pontificia Universidad Gregoriana, a 5 km de la Ciudad del Vaticano, se quejó después de la muerte de Pío XII de que a menudo esperaba de él que "abandonara lo que estuviere haciendo y acudiera al Vaticano", tomando transporte público.
Después de la Segunda Guerra Mundial, Pío XII encargó a Leiber y a Bea investigar las actividades de Gertrud Luckner (más tarde, declarado Justo entre las Naciones), el pionero de un movimiento católico alemán filosemita y pro-israelí. En 1948, el Vaticano emitió una monitum (advertencia) al grupo, debido a su preocupación de que las actividades pro-sionistas del grupo estuvieran «promoviendo la indiferencia religiosa (la creencia de que una religión es tan buena como la siguiente)». Leiber concluyó en abril de 1950 que no había nada teológicamente mal con la obra de Luckner; Bea fue más allá y afirmó que en realidad sí lo había.
Leiber escribió varios libros y artículos sobre Historia eclesiástica y uno sobre el Reichskonkordat. Tras sufrir ataques de asma agudos por muchos años, Robert Leiber falleció en Roma en 1967.

## Participación en las Ratlines
Según Phayer, Leiber «dio nueva vida en el plan de Hudal» para establecer una ratline o ruta de escape de Europa para los fascistas. Leiber escribió al obispo austríaco Hudal en la época de la Operación Barbarroja para decirle que «viera la misión [de la ratline] como una cruzada». Según un profesor de historia en la Pontificia Universidad Gregoriana, Leiber no tenía autoridad directa para mantener correspondencia con Hudal como tal, pero «el rol de Leiber como uno de los confidentes más cercanos de Pío XII permitió al jesuita alemán actuar como el intermediario y mensajero del Papa». Hudal mantuvo contacto con Leiber y otros funcionarios del Vaticano durante y después de la guerra.
A pesar de (o debido a) su profesión de historiador, Leiber destruyó todos sus documentos personales antes de su muerte, antes que dejarlos para la posteridad. Leiber confió a van Room para que destruyera sus documentos debido a que temía que «pondrían a Pío [XII]] bajo una luz desfavorable».
Leiber tenía la confianza del embajador alemán en el Vaticano, Ernst von Weizsäcker (posteriormente procesado en los juicios de Núremberg), quien le informó que el ayudante del nuncio apostólico en Alemania, Cesare Orsenigo, era un miembro del partido Nazi.

## Declaraciones sobre Pío XII y el Holocausto
Después de la guerra, Leiber comenzó a participar activamente en los debates sobre el legado de Pío XII durante el Holocausto, muchas veces escribiendo o hablando públicamente, siempre como un «defensor acérrimo» del pontífice. Leiber escribió un artículo, publicado el 27 de marzo de 1963 en el Frankfurter Allgemeine Zeitung, cuyo principal argumento era que el papa recibió una escasa y, generalmente, poco fiable información sobre el Holocausto.
Lieber relató al historiador neerlandés Ger van Roon que creía que Pío XII no quiso hablar claramente sobre el Holocausto porque «quería constituirse en pacificador durante la guerra» al mantener la neutralidad e independencia de la Santa Sede. En este punto, Leiber y Francis d'Arcy Osborne, otro contemporáneo cercano al pontífice, están de acuerdo. Durante la guerra, el hecho de que Pío XII se rodeara de asesores alemanes —incluyendo a Leiber, pero también a Ludwig Kaas, Pascalina Lehnert y a Augustin Bea, su confesor— atrajo la atención del historiador del Departamento de Estado de los Estados Unidos George Kent y otras personas que cuestionaron la neutralidad del papa sobre la base de su germanofilia.
Leiber afirmó en 1961 que Pío XII había ordenado personalmente que los superiores de las propiedades eclesiásticas abrieran sus puertas a los judíos. Los estudios exhaustivos de Susan Zuccotti y otros han mostrado que hasta ahora no ha surgido evidencia escrita de esta orden. Historiadores, como Phayer, argumentan que aquellas instituciones católicas en Italia y otras partes que admitían a los judíos lo hicieron «independientemente, sin las instrucciones del Vaticano». Para sus estadísticas sobre el número de judíos que alega salvó Pío XII, Leiber se basó en su compañero jesuita Beato Ambord; sin embargo, la compilación original de cantidades es desconocida. Un estudio más reciente por Dwork y Pelt concuerda con Zuccotti y concluye que «Sam Waagenaar desafió a Leiber. Sobre la base de nuestra investigación, encontramos que la refutación de Waagenaar es convincente. Pío XII no hizo nada. Muchos conventos y monasterios ayudaron, pero no en la extensión que sostiene Robert Leiber, el más cercano colaborador del papa».
Por encima de todo, Leiber negó que la disolución del Partido de Centro católico alemán haya sido un quid pro quo para la firma del Reichskonkordat. En 1958, Leiber escribió que:

«[Pío XII] deseaba que [el partido] pudiera posponer su disolución hasta después de la firma del Concordato. El mero hecho de su existencia podría haber sido de utilidad en el estado de la negociación».

| Predecesor: Carlo Confalonieri | Secretario personal del sumo pontífice 1939-1958 | Sucesor: Loris Francesco Capovilla |